# Svartsjön (Döderhults socken, Småland)
Svartsjön är en sjö i Oskarshamns kommun i Småland och ingår i Viråns huvudavrinningsområde.